# 유사 (이공후)
유사(劉嗣, ? ~ ?)는 전한 말기의 제후로, 고밀경왕의 아들이다.

## 행적
건시 2년(기원전 31년), 이후(麗侯)에 봉해졌다. 시호를 공(共)이라 하였고, 아들 유방이 작위를 이었다.

## 출전
- 반고, 《한서》 권15하 왕자후표 下

| 선대 (첫 봉건) | 전한의 이후 기원전 31년 ~ ? | 후대 아들 유방 |